# Fabrizio Pesando
Fabrizio Pesando (Ivrea, 23 gennaio 1958 – San Benedetto del Tronto, 11 agosto 2023) è stato un archeologo italiano.

## Biografia
Dopo la laurea conseguì il dottorato di ricerca in Archeologia. Fu professore ordinario presso l'Università degli Studi di Napoli "L'Orientale", dove insegnò archeologia e storia dell'arte romana. Fu autore di numerosi saggi e di oltre un centinaio di pubblicazioni scientifiche sulle forme dell'abitare in Grecia e a Roma, sulla topografia storica delle città antiche e sulla storia ed archeologia di Pompei e delle città romane distrutte dal Vesuvio nel 79.
Membro di vari comitati scientifici di riviste italiane e straniere di archeologia, Pesando diresse, dal 2009, la rivista internazionale Vesuviana, dove sono pubblicati contributi sulle più recenti scoperte archeologiche compiute a Pompei e ad Ercolano; dal 2018 al 2021 fu Direttore della rivista Newsletter di Archeologia del Centro Interdipartimentale di Servizi di Archeologia (CISA) dell'Università di Napoli L'Orientale, che contiene il notiziario completo delle attività sul campo svolte dai ricercatori dell'Unior oltre ad accogliere contributi originali sui nuovi indirizzi degli studi archeologici in Oriente e in Occidente.
Diresse scavi e ricerche a Pompei (2001-2011), Alba Fucens (2006-2008), Aveia (2009-2012), Sperlonga (2012-2015) e nelle città e negli insediamenti romani presenti lungo il litorale adriatico delle Marche (dal 2016). 
Fu consulente scientifico dell'Università di Alicante per le ricerche archeologiche a Ilici (Elche, Comunità Valenciana) e a Libisosa (Lezuza, Castiglia-La Mancia).
Con Andrea Giardina organizzò la mostra Roma caput mundi (Roma, Colosseo, 2012). Collbaborò con Mario Torelli all'esposizione Pompei 79. Una storia romana (Roma, Colosseo 2021).
Con Massimo Osanna e Luana Toniolo curò l'allestimento dell'Antiquarium del Parco Archeologico di Pompei (2021).

## Opere
- Oikos e ktesis. La casa greca in età classica, Quasar, 1987, ISBN 978-8885020856
- Domus. Edilizia privata e società pompeiana fra III e I secolo a.C., L'Erma di Bretschneider, Roma, 1997 ISBN 978-8870629682
- La casa dei Greci, Longanesi, Milano 1989 (2. Ed. 2006) ISBN 978-8830408869
- Libri e biblioteche, Editoriale Domus, Quasar, Roma 1994 ISBN 978-8870970425
- Pompei. Le età di Pompei, 24 Ore Cultura, Milano, 2012 ISBN 978-8866481027
- Pompei. L’arte di abitare, 24 Ore Cultura, Milano 2013 ISBN 978-8866481270
- Pompei. Guida per un giorno (e-book Amazon), 2013 (con Michele Stefanile)
- Pompei. La pittura, Giunti Editore, 2003 (con Marco Bussagli e Gioia Mori) ISBN 978-8809032064
- L’Italia Antica. Culture e forme del popolamento nel I millennio a.C., Roma 2005 ISBN 978-88430-3038-5;
- Pompei, Oplontis, Ercolano, Stabiae, Editori Laterza, Roma-Bari, 2006 (con Maria Paola Guidobaldi) ISBN 978-8858131206
- Rileggere Pompei I. L’insula 10 della Regio VI, L'Erma di Bretschneider, Roma, 2006 (con Filippo Coarelli) ISBN 978-8882653439
- Rileggere Pompei III. Ricerche sulla Pompei sannitica. Campagne di scavo 2006-2008, Pompei 2010;
- Roma Caput Mundi. Una città tra dominio e integrazione, Milano, 2012 (con Andrea Giardina, libro e catalogo della mostra);
- Rileggere Pompei V. L’insula 7 della Regio IX, L'Erma di Bretschneider, Roma 2017 (con Marco Giglio) ISBN 978-8891312853.
- Cinque pezzi facili sulla casa romana. Studi e conferenze (1999-2018), Napoli 2020 ISBN 978-88-6719-190-1.
- Abitare in Magna Grecia. L'età arcaica, Pisa 2020 (con G. Zuchtriegel) ISBN 978-88-467-5778-4.